# Orston
 (août 2023).
Orston est une paroisse civile et un village du Nottinghamshire, en Angleterre.